# I Need You (Dave Gahan)
I Need You è il secondo singolo estratto dall'album Paper Monsters, pubblicato nel 2003.

## Tracce

### CD: Mute / CD MUTE 301 (UK)
1. I Need You (Radio Mix) - 3:40
2. Closer (Single Version) - 4:05
3. Breathe (Single Version) - 4:50

### CD: Mute / LCD MUTE 301 (UK)
1. I Need You (Ladytron detoxxMixx) - 3:59
2. I Need You (Gabriel & Dresden Unplugged Mix) - 9:39
3. I Need You (Jay's Summerdub) - 6:16

### DVD: Mute DVD MUTE 301 (UK)
1. Black And Blue Again (Acoustic) (Video) - 5:00
2. I Need You (Ladytron detoxxMixx - Instrumental) - 3:59
3. Dirty Sticky Floors (Lexicon Avenue Dirty Sticky Dub) - 8:31

### 12": Mute / 12 MUTE 301 (UK)
1. I Need You (Gabriel & Dresden Unplugged Mix) - 10:13
2. I Need You (Gabriel & Dresden Plugged Dub) - 10:13

### 12": Mute / L12 MUTE 301 (UK)
1. I Need You (Jay's Summerdub) - 6:16
2. I Need You (Ladytron detoxxMixx) - 3:59
3. I Need You (Ladytron detoxxMixx - Instrumental) - 3:59

### 12": Mute / P12 MUTE 301 (UK)
1. I Need You (Gabriel & Dresden Unplugged Mix) - 10:13
2. I Need You (Gabriel & Dresden Plugged Dub) - 10:13
3. I Need You (Jay's Summerdub) - 6:16
4. I Need You (Ladytron detoxxMixx) - 3:59
5. I Need You (Ladytron detoxxMixx - Instrumental) - 3:59

### 10": Mute / P10 MUTE 301 (UK)
1. Dirty Sticky Floors (Lexicon Avenue Dirty Sticky Dub) - 8:31

### CD: Reprise / 2-42620 (US)
1. I Need You (Radio Mix) - 3:33
2. Closer (Single Version) - 4:08
3. Breathe (Single Version) - 4:56
4. I Need You (Ladytron detoxxMixx) - 4:01
5. I Need You (Jay's Summerdub) - 6:25
6. I Need You (Gabriel & Dresden Unplugged Mix) - 10:13

### 12": Reprise / 0-42643 (US)
1. I Need You (Gabriel & Dresden Unplugged Mix)
2. I Need You (Ladytron detoxxMixx)
3. I Need You (Jay's Summerdub)
4. I Need You (Gabriel & Dresden Plugged Dub)
5. Dirty Sticky Floors (Lexicon Avenue Dirty Sticky Dub)
6. I Need You (Ladytron detoxxMixx - Instrumental)

### CD: Reprise / PRO-CD-101144 (US)
1. I Need You (Radio Mix) - 3:33
2. I Need You (Album Version) - 4:45

### 12": Reprise / PRO-A-101144-A (US)
1. I Need You (Gabriel & Dresden Unplugged Mix)
2. I Need You (Ladytron detoxxMixx)
3. I Need You (Jay's Summerdub)
4. I Need You (Gabriel & Dresden Plugged Dub)
5. Dirty Sticky Floors (Lexicon Avenue Dirty Sticky Dub)
6. I Need You (Ladytron detoxxMixx - Instrumental)